# Цолис, Христос
Хри́стос Цо́лис (греч. Χρήστος Τζόλης; родился 30 января 2002) — греческий футболист, вингер клуба «Брюгге» и национальной сборной Греции.

## Клубная карьера
Цолис дебютировал в основном составе клуба ПАОК 7 июня 2020 года в матче греческой Суперлиги против «Олимпиакоса». 20 июня 2020 года забил свой первый гол за «чёрно-белых» в матче греческой Суперлиги против клуба ОФИ.
25 августа 2020 года Цолис сделал «дубль» в своём дебютном матче в еврокубках: это была игра второго квалификационного раунда Лиги чемпионов против «Бешикташа».
12 августа 2021 года перешёл в английский клуб «Норвич Сити» за 8,8 млн фунтов, подписав с «канарейками» пятилетний контракт. 24 августа 2021 года дебютировал в основном составе «Норвич Сити» в матче Кубка Английской футбольной лиги против «Борнмута», отметившись двумя забитыми мячами.
Летом 2023 года Цолис на правах аренды перешёл в немецкий клуб «Фортуна Дюссельдорф». В конце сезона, он стал лучшим бомбардиром второй Бундеслиге и дюссельдорфский клуб активировал его право выкупа.
Перед началом сезона 2024/25, Цолис стал игроком бельгийского клуба «Брюгге». 2 октября 2024 года в матче Лиги чемпионов УЕФА против австрийского «Штурма» получил награду лучшему игроку матча.

## Международная карьера
Выступал за сборные Греции до 17 и до 19 лет. В мае 2019 года в составе сборной Греции до 17 лет сыграл на чемпионате Европы в Ирландии.
В конце августа 2020 года получил вызов в главную сборную Греции на матчи против Словении и Косова.

## Достижения
ПАОК
- Обладатель Кубка Греции: 2020/21

«Брюгге»
- Обладатель Кубка Бельгии: 2024/25
- Обладатель Суперкубка Бельгии: 2025

## Статистика выступлений
| Клуб             | Сезон            | Лига | Лига | Кубок страны | Кубок страны | Кубок лиги | Кубок лиги | Еврокубки | Еврокубки | Итого | Итого |
| Клуб             | Сезон            | Игры | Голы | Игры         | Голы         | Игры       | Голы       | Игры      | Голы      | Игры  | Голы  |
| ---------------- | ---------------- | ---- | ---- | ------------ | ------------ | ---------- | ---------- | --------- | --------- | ----- | ----- |
| ПАОК             | 2019/20          | 9    | 1    | 1            | 0            | —          | —          | 0         | 0         | 9     | 1     |
| ПАОК             | 2020/21          | 33   | 6    | 4            | 5            | —          | —          | 9         | 5         | 46    | 16    |
| ПАОК             | 2021/22          | 0    | 0    | 0            | 0            | —          | —          | 1         | 0         | 1     | 0     |
| ПАОК             | Итого            | 42   | 7    | 5            | 5            | 0          | 0          | 10        | 5         | 57    | 17    |
| Норвич Сити      | 2021/22          | 14   | 0    | 1            | 0            | 2          | 2          | —         | —         | 17    | 2     |
| Норвич Сити      | Итого            | 14   | 0    | 1            | 0            | 2          | 2          | —         | —         | 17    | 2     |
| → Твенте         | 2022/23          | 10   | 1    | 1            | 0            | —          | —          | 4         | 2         | 15    | 3     |
| → Твенте         | Итого            | 10   | 1    | 1            | 0            | —          | —          | 4         | 2         | 15    | 3     |
| Всего за карьеру | Всего за карьеру | 66   | 8    | 7            | 5            | 2          | 2          | 14        | 7         | 89    | 22    |

## Личная жизнь
Цолис родился в Греции в семье выходцев с юга Албании.